# Rašovské sedlo
Rašovské sedlo je označení pro horské sedlo na Ještědském hřbetu v Libereckém kraji, nedaleko vsí Šimonovice a Rašovka a osad Javorník, Bystrá a Žďárek. Jde vlastně o jakési „dvojsedlo“, jehož nižší část má nadmořskou výšku 568 metrů nad mořem, turisticky známější je však část druhá (zhruba 580 až 585 metrů nad mořem), kde se nachází rozcestí modré (od Rašovky na Javorník) a zelené turistické značky (ta vede právě z tohoto sedla směrem na Bohdánkov) s informační tabulí. Ze zmíněného rozcestí se též otvírá působivá vyhlídka k jihu a jihozápadu (Podještědí, Český ráj, Bezděz, Ralsko aj.), cestou do Rašovky či na Javorník lze spatřit též neméně půvabné rozhledy na Libereckou kotlinu a Jizerské hory. Pod sedlem, na severním svahu hřbetu, se v lokalitě zvané Na stráních nachází několik starých lomů na melafyr, v kotlině pod nimi pramení Doubský potok.

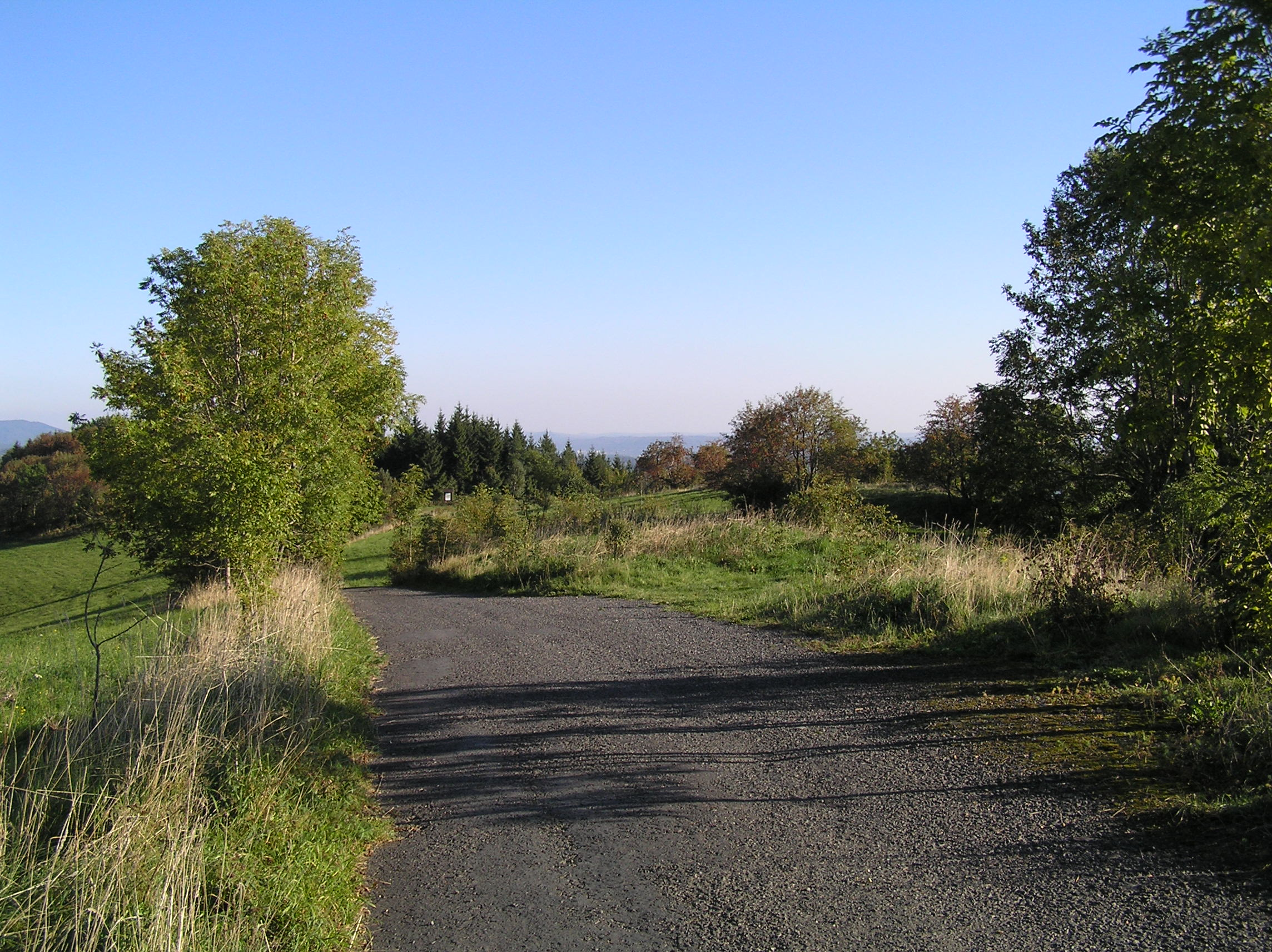
Rozcestí turistických cest na Rašovském sedle
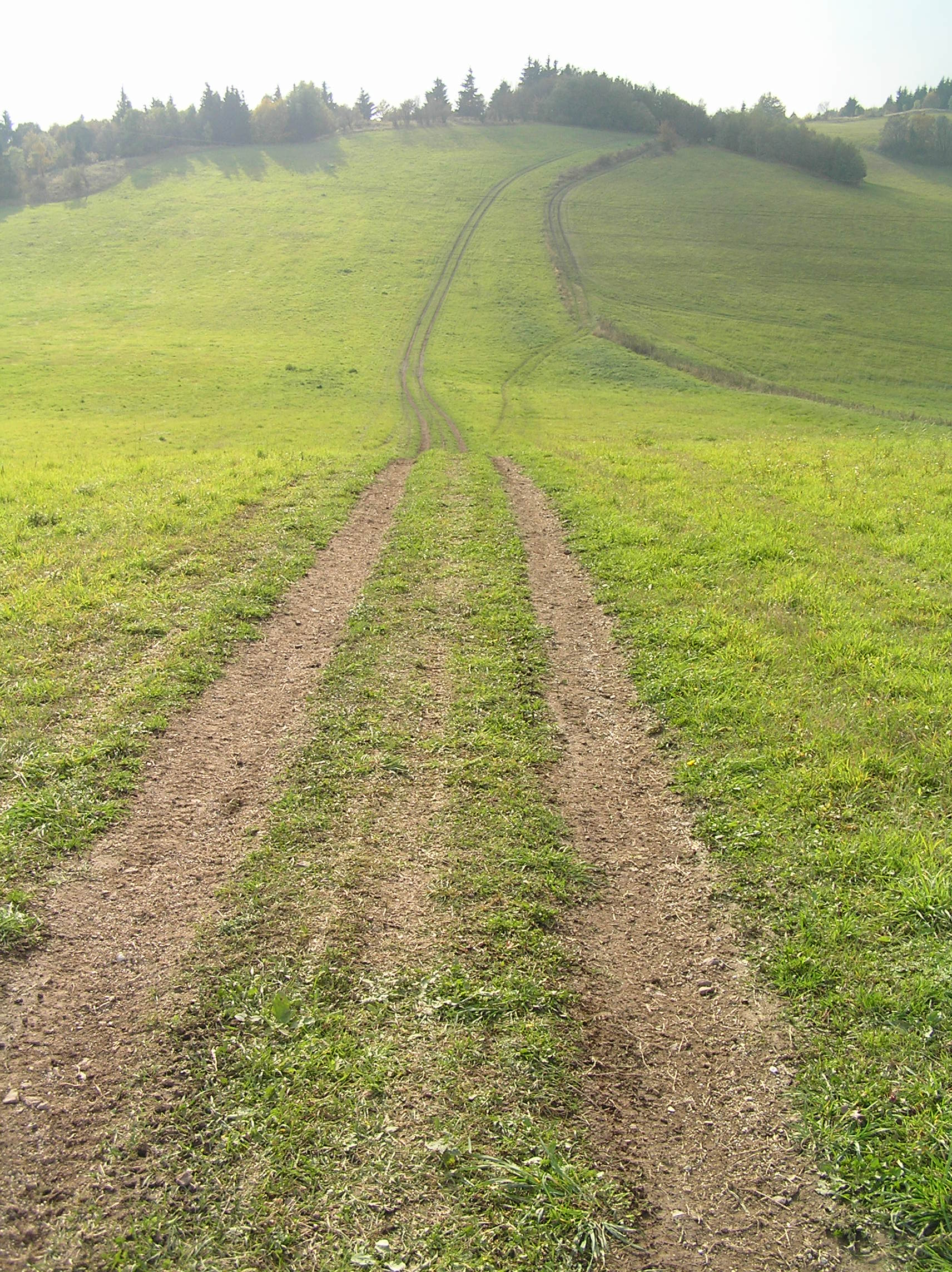
Rašovské sedlo (568 m)
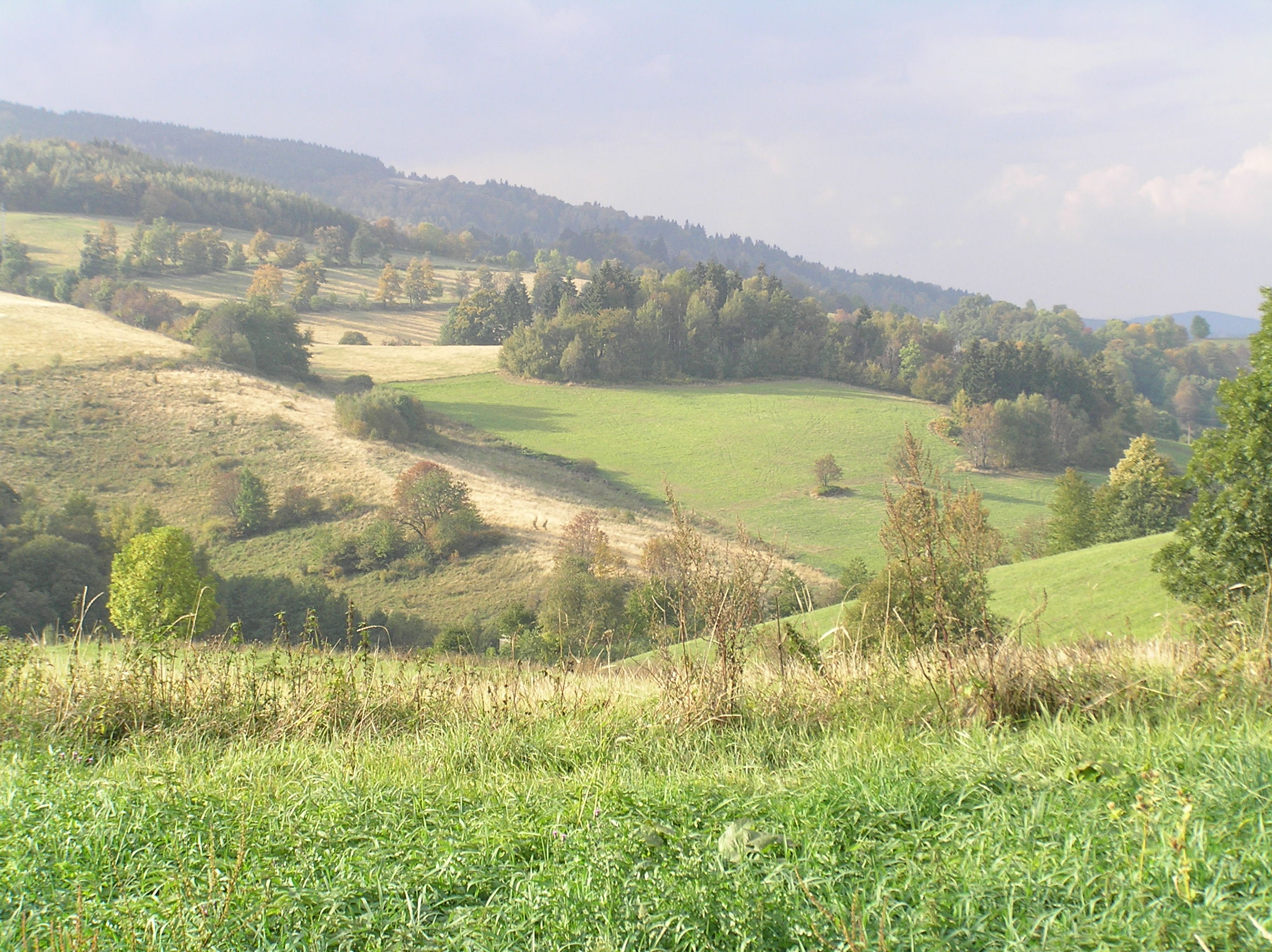
Okolí Rašovského sedla
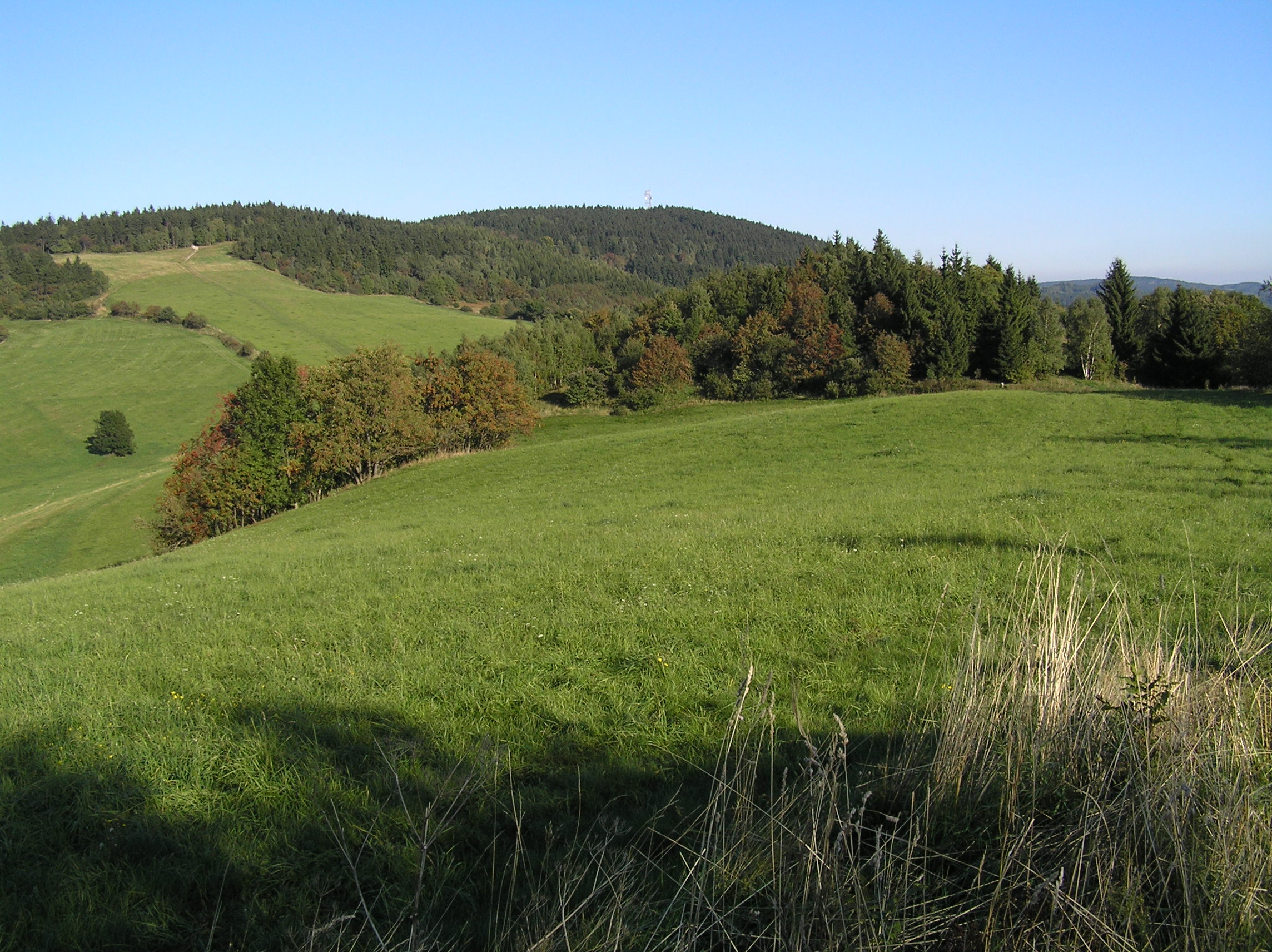
Rašovské sedlo s Javorníkem (685 m)
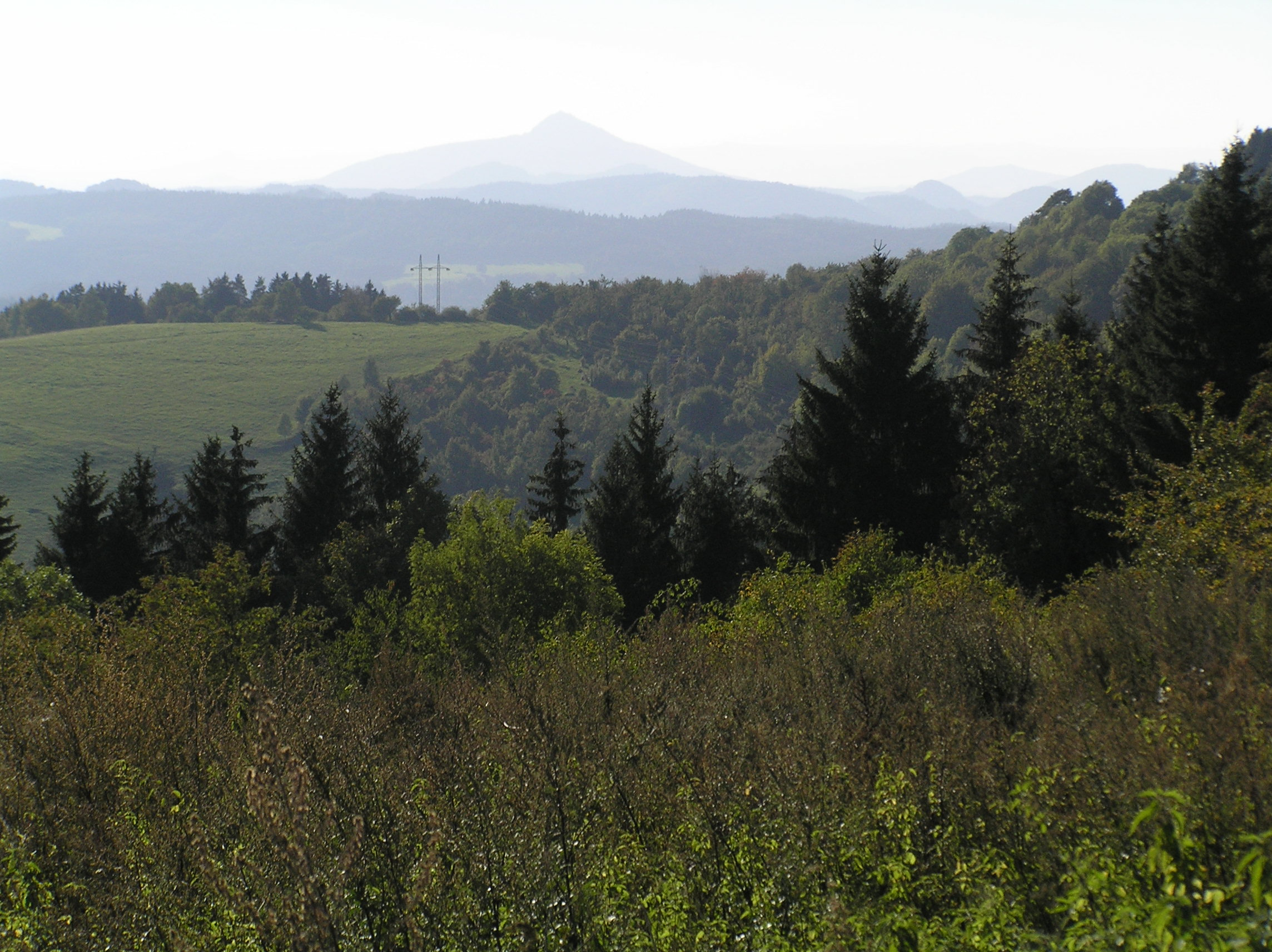
Vyhlídka na Ralsko (698 m)